# آلبرتو نسی
آلبرتو نِسی (فرانسوی: Alberto Nessi‎؛ اهل ماندریزیو و زادهٔ ۱۹ نوامبر ۱۹۴۰) شاعر، و مترجم اهل سوئیس است. وی که شعرهایش را به زبان ایتالیایی سروده، برنده جوایزی همچون جایزه ادبی سوئیس شده‌است. نِسی حدود بیست اثر ادبی را از ایتالیایی به فرانسه ترجمه کرده‌است.

## کتابشناسی
Terra matta, 1984
Tutti discendono, 1989
Fiori d'ombra,1997
La Lirica, 1998
La prossima settimana, 2008
Miló, ۲۰۱۴